# Petar Miłoszewski
Petar Miloševski (mac. Петар Милошевски, ur. 6 grudnia 1973 w Bitoli, zm. 13 marca 2014) – macedoński piłkarz grający na pozycji bramkarza.

## Kariera klubowa
Karierę piłkarską Miloševski rozpoczął w klubie FK Pelister. W 1994 roku awansował do kadry pierwszego zespołu i w sezonie 1994/1995 zadebiutował w jego barwach w pierwszej lidze macedońskiej. W Pelisterze grał przez 3 sezony, a latem 1997 odszedł do Vardaru Skopje. W sezonie 1997/1998 zdobył z Vardarem Puchar Macedonii.
W 1998 roku Miloševski wyjechał do Turcji i został wówczas zawodnikiem klubu tamtejszej Süper Lig, Trabzonsporu. Występował w nim w latach 1998–2001 i rywalizował o miejsce w składzie z Turkiem, Metinem Aktaşem.
W 2001 roku Miloševski odszedł z Trabzonsporu do Malatyasporu. W klubie z miasta Malatya bronił przez 3 sezony i w 2004 roku odszedł do Akçaabatu Sebatspor. W sezonie 2004/2005 spadł z nim do 1. Lig.
Po spadku Akçaabatu Sebatspor Miloševski odszedł do cypryjskiego klubu Enosis Neon Paralimni, w którym stał się pierwszym bramkarzem.
Zginął w wypadku samochodowym 13 marca 2014 roku.
| Sezon   | Klub                  | Kraj               | Rozgrywki                 | Mecze | Bramki |
| ------- | --------------------- | ------------------ | ------------------------- | ----- | ------ |
| 1994/95 | FK Pelister           | Macedonia Północna | Prwa Liga                 | ?     | ?      |
| 1995/96 | FK Pelister           | Macedonia Północna | Prwa Liga                 | ?     | ?      |
| 1996/97 | FK Pelister           | Macedonia Północna | Prwa Liga                 | ?     | ?      |
| 1997/98 | Vardar Skopje         | Macedonia Północna | Prwa Liga                 | ?     | ?      |
| 1998/99 | Trabzonspor           | Turcja             | Süper Lig                 | 30    | 0      |
| 1999/00 | Trabzonspor           | Turcja             | Süper Lig                 | 11    | 0      |
| 2000/01 | Trabzonspor           | Turcja             | Süper Lig                 | 19    | 0      |
| 2001/02 | Malatyaspor           | Turcja             | Süper Lig                 | 17    | 0      |
| 2002/03 | Malatyaspor           | Turcja             | Süper Lig                 | 34    | 0      |
| 2003/04 | Malatyaspor           | Turcja             | Süper Lig                 | 11    | 0      |
| 2004/05 | Akçaabat Sebatspor    | Turcja             | Süper Lig                 | 12    | 0      |
| 2005/06 | Enosis Neon Paralimni | Cypr               | Protathlima A’ Kategorias | 24    | 0      |
| 2006/07 | Enosis Neon Paralimni | Cypr               | Protathlima A’ Kategorias | 26    | 0      |
| 2007/08 | Enosis Neon Paralimni | Cypr               | Protathlima A’ Kategorias | 27    | 0      |
| 2008/09 | Enosis Neon Paralimni | Cypr               | Protathlima A’ Kategorias | 26    | 0      |
| 2009/10 | Enosis Neon Paralimni | Cypr               | Protathlima A’ Kategorias | 28    | 0      |
| 2010/11 | Enosis Neon Paralimni | Cypr               | Protathlima A’ Kategorias | 22    | 0      |
| 2011/12 | Enosis Neon Paralimni | Cypr               | Protathlima A’ Kategorias |       |        |

## Kariera reprezentacyjna
W reprezentacji Macedonii Miloševski zadebiutował 25 marca 1998 roku w wygranym 1:0 towarzyskim meczu z Bułgarią. W swojej karierze grał w eliminacjach do Euro 2000, MŚ 2002, Euro 2004, MŚ 2006, Euro 2008 i MŚ 2010. Od 1998 do 2009 roku rozegrał w kadrze narodowej 60 meczów.